# Anthomyia separabilis
Anthomyia separabilis este o specie de muște din genul Anthomyia, familia Anthomyiidae. A fost descrisă pentru prima dată de Pandelle în anul 1900.
Este endemică în Czech Republic. Conform Catalogue of Life specia Anthomyia separabilis nu are subspecii cunoscute.